# Arrondissement de Sangalkam
L'arrondissement de Sangalkam est l'un des arrondissements du Sénégal. Il est situé au nord du département de Rufisque, dans la région de Dakar. Cet arrondissement est remplacé par l'arrondissement de Bambilor crée en 2011 par  Décret N 2011-1638 du 28 septembre 2011 portant création des arrondissements de Bambilor, Ngothie et Ndiob voir journal officiel
Il compte trois communautés rurales :
- Communauté rurale de Yenne
- Communauté rurale de Bambylor (2011)[2]
- Communauté rurale de Tivaouane Peulh-Niaga (2011)[2]

Avec l'acte 3 de la décentralisation les communautés rurales sont passés de commune de pleine exercice c'est dans cette optique que la commune de Diamniadio fait partie de l'arrondissement de Bambilor.
La Communauté rurale de Sangalkam est supprimée en 2011, Sangalkam devient une commune. La commune de Sangalkam fait partie de l'arrondissement de Bambilor.